# French Harbor
French Harbor är en ort i Honduras.   Den ligger i departementet Departamento de Islas de la Bahía, i den norra delen av landet, 260 km norr om huvudstaden Tegucigalpa. Antalet invånare är 2 698.
Terrängen runt French Harbor är platt. Havet är nära French Harbor söderut.  Närmaste större samhälle är Coxen Hole, 11,7 km väster om French Harbor. 